# مسجد اليتيم (الموصل)
مسجد اليتيم هو من مساجد العراق التاريخية الأثرية، وبني وشيد عام 1095 هـ/1684م، في عهد الدولة العثمانية، ويقع المسجد في شارع الفاروق بمحلة باب المسجد في الموصل، وتيلغ مساحتهُ حوالي 250م2، ويتسع المصلى لحوالي 300 مصل، وما زال المسجد محافظاً على طابعهِ التراثي الأثري.